# Praktisch-Idealisten-Associatie

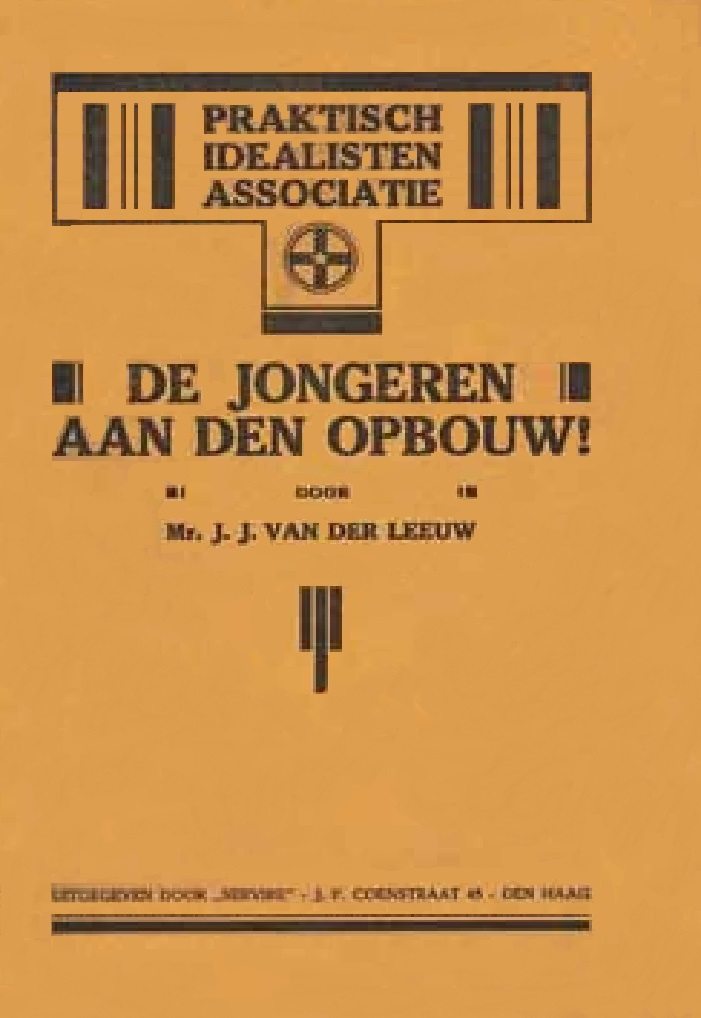
Publicatie uit 1924

De Praktisch-Idealisten-Associatie (PIA) was een jeugdbeweging die een geestelijke omslag wilde bewerkstelligen onder studenten. De PIA bestond van 1919 tot 1929. Tot de oprichters behoorde o.a. Koos van der Leeuw uit Rotterdam.

## Doelstellingen
Het streven was om de medemens te helpen, in plaats van eigen eer en voordeel na te jagen. De "lagere natuur" van de mens diende te worden beheerst middels geheelonthouding. Daarnaast droegen ook pacifisme en vegetarisme bij aan de vorming tot een beter mens.
De PIA was een beweging die vanuit Engeland naar Nederland kwam. De term praktisch idealisme (Engels: practical idealism) werd voor het eerst gebruikt door John Dewey in 1917. De Eerste Wereldoorlog maakte dat vele jongeren zich aangetrokken voelde tot het pacifisme. Ook de jonge Adriaan Viruly voelde zich aangetrokken tot een persoonlijke levenszuivering door geheelonthouding en vegetarisme. De maatschappij kon door het versterken van de geest leiden tot een betere samenleving. Het idealistische geloof en de praktische rede zouden daarbij moeten samenwerken. De ‘praktisch-idealisten' werden daarbij beïnvloed door de theosofie zoals die werd voorgestaan door de Indiase dichter Rabindranath Tagore. De theosoof en jurist Koos van der Leeuw was een van de eerste leiders.

## Stromingen
De P.I.A. kwam op na de beweging van het Nederlandse christenanarchisme van bijvoorbeeld Jacob van Rees, Frederik van Eeden, Ortt, Carpenter, Trine, Gustaaf Adolf van den Bergh van Eysinga met zijn broer en Willem Bölsche.
Er was een zekere verwantschap van het praktisch-idealisme met het anarchistisch streven. Om een ideale samenleving te bereiken mochten slechts idealistische middelen worden ingezet. Door het geweld tijdens de Russische Revolutie koos de PIA voor sociale vernieuwing zonder geweld en vernietiging. Gewelddadige middelen konden nooit tot een ideaal doel leiden. De PIA werd een ethisch-religieuze jongerenbeweging met invloeden van oosterse wijsheid, theosofie en antroposofie. Alleen door innerlijke onzelfzuchtigheid kon de nieuwe orde opbouwen. De stelregel 'het doel heiligt de middelen' werd dan ook verworpen.
Sociaaldemocraten als Marinus van der Goes van Naters, Wiardi Beckman en Wim Thomassen waren lid van de P.I.A. De geheelonthouders-, de vrijzinnige, sociaaldemocratische en andere jeugdbewegingen, de vredesbeweging en meer (het religieus-anarchisme kreeg veel aandacht in de laatste jaargangen) zijn er om de voortgang van het idealisme in banen te leiden.
Met het wegvallen van de theosofen als belangrijke kracht achter de P.I.A. kozen veel leden expliciet voor religieus socialisme of –anarchisme.

## Activiteiten
Er waren meerdere plaatselijke afdelingen. Net als jeugdbewegingen als de geheelonthouders en ook de AJC werden volksdansen, literaire avonden, diepe gesprekken bij het kampvuur en inleidingen gehouden door mensen als Kees Boeke en Johan Methöfer, de Hilversumse arts en natuurgenezer Y. Hettema, filosoof Schoenmaekers en dichter Beversluis.
Veel leden waren afkomstig uit gegoede kringen. Marinus van der Goes van Naters, Ab Menist, W.A.P. Smit, Nico Donkersloot, Jan Campert, D'Ailly en Adriaan Viruly waren kortere of langere tijd lid. Het programma ademde een cultuur zoals die bij de jeugdbeweging en geheelonthouding bestond. Bij het kampvuur werden diepe gesprekken gevoerd en idealistische ouderen als Methöfer hielden inleidingen. Onderwijsvernieuwer Kees Boeke was vaste gast op de kampen. Een van de kamplocaties was op het landgoed Eerde (met als middelpunt  Kasteel Eerde) van de familie van Pallandt van Eerde bij Ommen. Het terrein aan de Vecht tussen Zeesse en Junne staat nu ook nog bekend als het PIA-kamp. De voorloper van het eerste Sterkamp werd hier in 1924 gehouden. Krishnamurti trad hier als spreker op.

### Het bladRegeneratie
De eerste titel van het blad van de P.I.A. Praktisch-idealisme kreeg al spoedig de naam Regeneratie. Petrus Marinus Cochius zat een tijdje in de redactie. J.J. van der Leeuw behoorde tot de leden die aansluiting zochten bij de Theosophische Vereeniging. Toen de beoogde leider Krishnamurti geen leiding wenste te geven aan de beweging werd de binding met de theosofie minder. Er bestond geen formeel lidmaatschap van PIA, het aantal abonnees bedroeg hooguit enkele honderden. Op 31 december 1931 hield het blad op te bestaan bij gebrek aan leden.

## Onderwijs
In 1926 richtte de PIA De Nieuwe School in Huizen op, later zou dit de Flevoschool worden. Op 16 september van dat jaar kon met de eerste lessen begonnen worden aan 17 leerlingen. In 1930 betrok de school een echt schoolgebouw met vier lokalen aan de Driftweg. Toen er in 1957 twee lokalen werden aangebouwd werd de school omgedoopt in “De Flevoschool”. 10 Oktober 1985 verhuisde “De Flevoschool” naar de huidige locatie. In 1997 werd de school uitgebreid met twee lokalen. In 1999 volgde een verdere uitbreiding met nog een lokaal, totale nieuwbouw voor de school werd in juli 2001 opgeleverd.
Jurist Marinus van der Goes van Naters en Wiardi Beckman waren betrokken bij het oprichten van neutrale scholen voor kinderen van socialistische ouders.